# Poszyłenie (okręg wileński)
Poszyłenie (lit. Pašilėnai) − wieś na Litwie, zamieszkana przez 5 ludzi, w gminie rejonowej Soleczniki, między Sałkami Wielkimi i Kalitańcami.